# Маслово (Торжоцький район)
Маслово (рос. Маслово) — присілок в Торжоцькому районі Тверської області Російської Федерації.
Населення становить 311 осіб. Входить до складу муніципального утворення Масловське сільське поселення.

## Історія
Від 2005 року входить до складу муніципального утворення Масловське сільське поселення.

## Населення
| 1859 | 1884 | 1920 | 1997 | 2002 | 2008 | 2010 |
| ---- | ---- | ---- | ---- | ---- | ---- | ---- |
| 426  | ↘425 | ↘355 | ↘259 | ↘253 | ↗286 | ↗311 |